# 博文女校
31°13′25″N 121°28′16″E / 31.2235°N 121.4712°E
博文女校，位于上海市白尔路（后称蒲柏路）389号（今太仓路127号），是中华民国时期存在的一家私立女子学校。1921年中共一大曾将该校作为会场和代表住地。

## 女校历史
博文女校的创办者和校长是黄侃（季刚）的夫人黄绍兰（1892年-1947年）。二次革命失败后，黄绍兰定居上海，当时黄侃的妻子王氏逝世，黄绍兰便与黄侃结婚，并成为章太炎唯一的入室女弟子。1916年，黄绍兰与黄兴夫人徐宗汉、章太炎夫人汤国黎等人租下上海法租界贝勒路（今黄陂南路）一条弄堂里的民房创办博文女校，当时汤国黎已经担任神州女校（位于今虬江路四川北路附近）校长，黄绍兰乃任博文女校校长。该校是中小学合一，起初在贝勒路，后迁蒲石路（今长乐路）。后来，因徐宗汉随黄兴前往美国，章太炎家经济遇到困难，博文女校仅靠学费难以维持，乃在1920年停办。1921年，黄绍兰获得张謇的哥哥张詧资助，又租下白尔路389号（即今太仓路127号）住宅，将博文女校复校。
1933年，中国国民党上海市党部以“设备简陋”为名取消博文女校。此后，黄绍兰先后在多所大学任教，1947年在上海逝世。

## 中共一大
1921年，中国各地的共产党组织决定，利用7月暑假期间在上海代表李汉俊公馆（即今中共一大会址）召开中国共产党第一次全国代表大会，希望找一幢独立而又靠近李汉俊公馆之处作为代表宿舍。博文女校位于上海法租界，距离李汉俊公馆仅200多米，因此被选中。
关于博文女校被选为中共一大代表宿舍的过程，学界至少有三种说法。
1. 李汉俊联系说：李汉俊公馆靠近博文女校，李汉俊的新嫂子薛文淑（李书城之妻）当时就在博文女校学习，李汉俊又和校长黄绍兰是同乡，所以李汉俊出面联系。[3]
2. 李达夫人王会悟联系说：李达夫人王会悟曾任黄兴夫人徐宗汉的秘书，徐宗汉是博文女校董事长。所以王会悟与黄绍兰相熟，出面联系。[3]
3. 董必武联系说：董必武与黄侃是同学和朋友。当时黄侃任教于武昌高等师范学校，董必武通过黄侃致函黄绍兰，声称北京大学师生暑假到上海旅游，希望借博文女校小住。随后，李达（一说王会悟）出面与黄绍兰晤谈商定了租借博文女校一事。[1][3]

1921年7月下半月起，放暑假不久的博文女校先后迎来自称是“北京大学师生暑期旅行团”成员的10位住客。他们是各地早期共产党组织派来参加中国共产党第一次全国代表大会的代表：北京代表张国焘、刘仁静，长沙代表毛泽东、何叔衡，武汉代表董必武、陈潭秋，济南代表王尽美、邓恩铭，日本留学生代表周佛海，受陈独秀委派的代表包惠僧。其他代表没有入住博文女校，其中上海代表李俊汉、李达住在上海各自住处，广东代表陈公博携新婚妻子度蜜月，住在大东旅社。会议期间，邓中夏路过上海，也在博文女校住过几天。
住在博文女校的10人中，张国焘来上海筹办中共一大，所以抵达上海最早，除了博文女校之外还另有住处。董必武起初住在湖北善后公会，临到开会才入住博文女校。包惠僧刚到上海那天，直接投奔住在渔阳里2号的李达，但被张国焘要求搬到博文女校。
博文女校临街的二楼，毛泽东、何叔衡住在西部前半间（原是博文女校职工宿舍），王尽美、邓恩铭住在西部沿着马路的后小间，董必武、陈潭秋住在东部前半间，包惠僧、张国焘、周佛海、刘仁静住在沿着马路的东部后半间及中间。此时，博文女校仅留厨役一人，负责做饭兼充门卫。因为天气酷热，代表们都睡在草席铺的楼板上。
最后一位代表陈公博抵达上海的次日即1921年7月22日，部分代表在博文女校楼上召开碰头会。包惠僧说，“像是预备会”。陈潭秋则说，会上“推选张国焘同志为大会主席，毛泽东同志与周佛海任记录。就在博文女校楼上举行开幕式。”据陈潭秋、包惠僧、周佛海、马林回忆，7月22日下午，在博文女校楼上东侧北半间举行预备会议，推举张国焘为会议主席，毛泽东、周佛海为记录，商讨并通过大会议程及开会地点。当天，李达将王会悟带来，王会悟坐在外间的凉台上，未参加讨论，似担任警戒。
1921年7月23日晚，13位中共一大代表以及来自苏俄和共产国际的马林、尼克尔斯基在李汉俊公馆正式召开中共一大。此后还开过5次会议（其间休会两天），7月30日夜举行第6次会议时，因侦探闯入、上海法租界巡捕随后而至，第6次会议流产。除陈公博陪李汉俊留在李公馆应对上海法租界巡捕之外，与会代表纷纷到渔阳里2号李达住处商讨对策。周佛海当晚因为腹泄而留在博文女校休息，没有参加第6次会议，毛泽东冒险前往博文女校告知周佛海险情，随后二人也到李达家，大家商定到嘉兴南湖继续开会。

## 旧址保护
博文女校停办后，校址改为居民住房，楼下曾开商店。
中华人民共和国成立后，为了迎接中国共产党建党30周年，上海市市长陈毅提议寻访中共一大会址等革命旧址。1950年9月，中共上海市委为此成立了专门委员会，上海博物馆馆长沈之瑜任负责人，寻找中共一大会址及代表居住地等处。1951年4月，查找到三个地方：中共一大会址（黄陂南路兴业路路口的房屋），博文女校，陈独秀寓所。
寻找博文女校，首先是根据1936年陈潭秋在回忆中共一大时所写：“1921年7月的下半月，在上海法租界蒲柏路的博文女校，突然来了九个客人，他们都下榻于这学校的楼上。”后来，又找到陈公博、周佛海的回忆文章，也肯定代表们是住在博文女校。当时负责具体查找工作的沈之瑜、杨重光等人，在数十年前的《申报》上找到一则博文女校招生启事，地址为上海法租界的白尔路。经过走访上海市政工程局等单位，从1920年上海法租界工董局绘制的租界地图等资料分析，蒲柏路最早名为白尔路，后更名为蒲柏路，1946年更名为太仓路。经多次实地勘查，查明太仓路127号（原白尔路、后蒲柏路389号）的一幢两层楼即博文女校旧址。
1950年10月，中共上海市委决定成立上海革命历史纪念馆，当时的方案是建成连为一体的三个纪念馆：中共一大会址是第一馆，陈独秀寓所是第二馆，博文女校是第三馆。
博文女校的地址确定后，1951年居民迁出，按原貌修复。起初仅在楼上东厢房放置床铺，因为当时认为毛泽东住在这间，其他房间没有布置床铺。博文女校校长黄绍兰之女黄允中看后曾对此提出异议。直到1956年董必武来博文女校旧址访问，博文女校的布置才复原到位：董必武、陈潭秋住在东厢房前半间，毛泽东、何叔衡住在西厢房前半间，其他代表分别住在西边沿街的三小间。
修缮工作完成后，1952年7月，《解放日报》公布了中共一大会址调查经过。1952年9月，中共一大会址（第一馆）、陈独秀寓所（第二馆）、博文女校（第三馆）开放，除面向外国使节，只对中国共产党党员内部开放，参观者要到中共上海市委宣传部登记获批准开介绍信才能参观。1954年，中央领导视察后提出意见，认为第二馆、第三馆的意义不够重要，可以闭馆，仅用作内部党史研究。
1955年，博文女校旧址停止开放。1958年以前，博文女校旧址已借给上海京剧院当作宿舍。1959年5月26日被公布为上海市文物保护单位。1966年文化大革命爆发，群众认为博文女校旧址是革命圣地，不可以当作宿舍，所以上海京剧院人员一律搬走。1977年12月7日，博文女校旧址经过修缮后，重新以“中国共产党第一次全国代表大会宿舍旧址”之名公布为上海市文物保护单位。但不对外开放。2019年10月7日公布为第八批全国重点文物保护单位。